# Orgulho (Marvel Comics)
O Orgulho (no original, Pride) é um grupo fictício de super-vilões que aparecem nas revistas em quadrinhos americanas publicadas pela Marvel Comics. Foram criados pelo escritor Brian K. Vaughan e pelo artista Adrian Alphona, e a primeira aparição deles foi em Fugitivos #1 (Julho de 2003). Os personagens são retratados como uma organização criminosa que controlava a área de Los Angeles do Universo Marvel. O Orgulho consiste em seis casais—os controladores da máfia Wilders , os viajantes do tempo Yorkes, os mutantes telepáticos Hayes, os invasores alienígenas Deans, os cientistas loucos Steins e os bruxos das trevas Minorus.
Eles são os pais e os primeiros e mais proeminentes inimigos que os Fugitivos originais enfrentaram. O Orgulho foi muitas vezes considerado um eficiente time de supervilões que impedia outros vilões de controlarem Los Angeles. Outros controladores da máfia, como Wilson Fisk/Rei do Crime, admitiram que o grupo dirigia Los Angeles com eficiência e visão.
O Orgulho também aparece na série de televisão do Hulu, Runaways.

## Origem
Embora o Orgulho fosse o centro do foco durante todo o primeiro volume da série, sua origem real foi coberta apenas na décima terceira edição. Os seis casais foram convocados em 1985 pelos Gibborim, três gigantes míticos que haviam governado o mundo quando "originalmente era uma utopia serena". Os Gibborim informaram aos casais (que se revelaram alienígenas, viajantes do tempo, mágicos, cientistas, mutantes e criminosos) que desejavam transformar o mundo na mesma utopia pacífica de milhões de anos antes, mas não tinham a força. Os Gibborim exigiram que a ajuda dos seis casais ("um Orgulho") destruísse todo o planeta e, quando atingissem esse objetivo, seis dos doze que mais lhes serviam seriam capazes de governar o mundo com eles, enquanto os outros seis pereceriam com o resto da raça humana. Os casais concordaram e formaram o Orgulho. Os Gibborim exigiam um sacrifício a cada ano durante vinte e cinco anos, a fim de obter a força deles. Durante esse tempo, os Gibborim recompensaram O Orgulho com riqueza e com melhorias em suas habilidades e poderes naturais para que pudessem dominar Los Angeles, a um ponto em que Norman Osborn os chama de "a organização criminosa dominante e mais temida da Costa Oeste". Todos os anos, o Orgulho se reunia na residência dos Wilder, usando a desculpa de uma "arrecadação anual de caridade", enquanto, na realidade, eles realizavam o "Ritual de Sangue", o sacrifício ritual de uma inocente vítima jovem; o espírito da vítima seria então alimentado aos Gibborim no "Rito do Trovão".
Depois que Janet Stein engravidou durante seu terceiro ano fazendo parte do Orgulho, o Orgulho concordou em terminar de lutar uns contra os outros. Em vez da metade dos casais sobreviverem, eles teriam um filho, com as crianças recebendo os seis lugares no paraíso vindouro, permitindo que o legado do Orgulho continuasse. Sem o conhecimento do resto do Orgulho, os Deans e os Hayes fizeram um acordo: assassinar o resto do Orgulho e levar os seis ingressos para o paraíso para eles e suas filhas, Karolina Dean e Molly Hayes, considerando-se superiores as outras quatro famílias devido às suas habilidades naturais em comparação com a dependência de outras tecnologias e ferramentas.
Dezessete anos depois, os filhos do Orgulho inadvertidamente vêem o "Rito de Sangue" e fogem. Com a ajuda do Tenente Flores do LAPD, os pais incriminam seus filhos pelo assassinato da garota inocente que serviu como o mais recente sacrifício deles. Uma nota deixada na casa dos Deans revela que um dos Fugitivos é secretamente leal ao Orgulho. O espião alerta o Orgulho sobre o novo esconderijo eles, forçando os Fugitivos a escaparem.
Durante uma cerimônia no Ritual do Trovão, Alex obtém o Cajado do Absoluto de Nico, as Fistigonas de Chase e o dinossauro de Gertrude (Alfazema), manipulando seus companheiros de equipe e se revelando como o traidor. Na realidade, ele também descobriu a traição dos Deans e dos Hayes. Alex manipulou os Fugitivos como uma maneira de tirar os seis ingressos no paraíso para si mesmo, seus pais, Nico e os pais dela. Nico recusa brutalmente sua oferta, socando Alex no processo. Em segundos, os outros Fugitivos recuperam seus itens roubados de Alex. Molly esmaga o recipiente carregando a alma da mais recente garota sacrificada, os Gibborim destroem Alex e o covil submarino em que eles oferecem a alma desmorona, prendendo O Orgulho dentro. Logo antes do covil entrar em colapso, o resto do Orgulho finalmente descobre sobre a traição dos Deans e dos Hayes. Os Fugitivos assume que o Orgulho está morto, apesar de nenhum corpo ter sido encontrado.
Com sua derrota, as atividades e a verdadeira extensão da influência do Orgulho em Los Angeles são relatadas ao público, levando a uma série de acusações, mais notavelmente dentro da lei, que vão desde roubo até o homicídio. Uma notícia três meses depois anuncia que o governo está se recusando a revelar qualquer detalhe sobre o Orgulho ou os Fugitivos (que são agora conhecidos do público como filhos e vencedores do Orgulho).

## Membros
Apesar da fidelidade do Orgulho um ao outro, falhas e alianças eram comuns entre o grupo; de fato, a mais notável das alianças eram os Hayes e os Deans, que haviam planejado trair os outros membros remanescentes do Orgulho por serem humanos. Todos os membros do Orgulho recebem apelidos dos Gibborim.
1. Geoffrey e Catherine Wilder ("os Ladrões") são os pais de Alex Wilder. Eles são chefes do crime que se apresentam como empresários. Eles lidaram com tráfico ilegal de drogas, jogo de apostas e roubos em Los Angeles. Para isso, esses dois estabeleceram conexões fortes e poderosas por toda a Los Angeles, uma razão pela qual o Orgulho é capaz de enquadrar seus filhos em sequestros e assassinatos. Geoffrey liderou o Orgulho.[9]
2. Dale e Stacey Yorkes ("os Viajantes") são os pais de Gertrude Yorkes. Eles são viajantes do tempo que se apresentam como antiquários. Os dois, usando um portal especial 4-D, viajaram ao longo do tempo e encomendaram um dinossauro geneticamente modificado, ligando-o mentalmente à sua filha.[9] Eles viveram no século 87.[9] Eles acreditavam que os Gibborim fariam um mundo melhor, um que não estaria cheio de super-heróis que frustraram seus planos no passado (e presumivelmente no futuro).[9]
3. Frank e Leslie Dean ("os Colonizadores") são os pais de Karolina Dean. Eles são invasores alienígenas de Majesdane (a terra natal de sua raça) que se apresentam como atores de Hollywood. Os Deans são comerciantes de armas intergalácticas para os Skrulls.[11] Em sua forma alienígena, eles parecem humanóides com pele brilhante e fina, e podem manipular e controlar a energia solar para uma variedade de propósitos.[11]
4. Victor e Janet Stein ("os Sábios") são os pais de Chase Stein. Eles são inventores brilhantes de renome mundial (Tony Stark já ficou impressionado pelo trabalho deles).[12] Eles fizeram as manoplas chamadas  Fistigonas, óculos multi-espectrais e o navio de transporte "o Leapfrog".[9] Os Steins também são responsáveis pelo dinheiro que o Orgulho obtém, como Victor revelou que ele e Janet haviam falsificado a nova nota de cinquenta dólares em dois minutos.[6]
5. Gene e Alice Hayes ("os Párias") são os pais de Molly Hayes. Os dois são mutantes telepáticos, capazes de remoção de memória e sedação, que se apresentam como médicos.[5]
6. Robert e Tina Minoru ("os Magos") são os pais de Nico Minoru. Os dois são bruxos das trevas que se apresentam como um casal comum de classe média que frequenta igrejas.[5][8] Os dois são os menos queridos pelo Orgulho; em um holograma, é revelado que os Steins e os Yorkes os consideram instáveis porque são mágicos.[13]

## Em outras mídias

### Televisão
O Orgulho aparece na série de televisão do Hulu, Runaways, com Catherine Wilder interpretada por Angel Parker, Geoffrey Wilder interpretado por Ryan Sands, Leslie Dean interpretada por Annie Wersching, Frank Dean interpretado por Kip Pardue, Janet Stein interpretada por Ever Carradine, Victor Stein interpretado por James Marsters, Stacey Yorkes interpretada por Brigid Brannagh, Dale Yorkes interpretado por  Kevin Weisman, Tina Minoru interpretada por Brittany Ishibashi e Robert Minoru interpretado por James Yaegashi. Gene, interpretado por Vladimir Caamaño, e Alice, interpretada por Carmen Serano, tiveram o sobrenome alterado de Hayes para Hernandez. Esta versão do Orgulho se formou por necessidade, ao contrário de razões pessoais, já que seu benfeitor Jonah, interpretado por Julian McMahon, chantageou eles para ajudá-lo. Suas origens são mais fundamentadas no fato de não possuírem super-poderes, com muitas de suas atividades conhecidas sendo possível por meio da ciência.

### Cinema
Embora não mencionada pelo nome, Tina Minoru aparece brevemente em Doutor Estranho interpretada por Linda Louise Duan. Ela é retratada como sendo um dos Mestres das Artes Místicas. Os produtores da série Runaways se sentiram livres para reescalar o papel e criar uma versão diferente de Minoru desde que a personagem não foi nomeada no filme.